# Wacoal
Wacoal (Nhật: ワコール) là một nhà sản xuất nội y và đồ lót phụ nữ, được thành lập vào năm 1949 tại Nhật Bản bởi Koichi Tsukamoto. Công ty có các chi nhánh ở Bắc Mỹ và Châu Âu, và sản xuất các thương hiệu Wacoal, b.tempt'd, Elomi, Eveden, Fantasie, Freya, Lively và Goddess.

## Lịch sử công ty
Tên Wacoal bắt nguồn từ Wakō Shoji (和江商事) là tên doanh nghiệp hợp pháp ban đầu. Tên có nghĩa là hòa hợp (和, wa) với Kōshu (江, viết tắt của tỉnh Ōmi, nơi người sáng lập Tsukamoto sống qua thời thơ ấu). Thêm "mãi mãi" (留, aru) vào năm 1957, thương hiệu này đã được thành lập.
Năm 1964, Wacoal thành lập Trung tâm nghiên cứu khoa học con người để tiến hành nghiên cứu khoa học về sắc đẹp, sức khỏe và cơ thể phụ nữ nhằm phát triển sản phẩm.
Năm 1985, Wacoal ra mắt tại Mỹ. Để khuyến khích khách hàng tiềm năng mua thương hiệu mới mặc dù giá cao hơn so với các đối thủ cạnh tranh, các chuyên gia về sự vừa vặn của Wacoal đã hợp tác với các cộng sự bán hàng tại các cửa hàng bách hóa trên khắp nước Mỹ để hướng dẫn người tiêu dùng về sự vừa vặn và chất lượng của các sản phẩm Wacoal. Năm 2009, Wacoal ra mắt b.tempt'd, một thương hiệu đồ lót dành cho người tiêu dùng trẻ tuổi.
Năm 2012, Wacoal đã mua lại Eveden Group, một nhà sản xuất đồ lót có trụ sở tại Anh được thành lập vào năm 1920, đưa các thương hiệu đồ toàn thân Freya, Elomi, Fantasie và Goddess vào dưới sự bảo trợ của công ty.
Công ty con tại Thái Lan là Thai Wacoal Public Company Limited được niêm yết trên Sở giao dịch chứng khoán Thái Lan.

## Danh mục thương hiệu
- Wacoal: thương hiệu hàng đầu, ra mắt năm 1949 tại Nhật Bản và năm 1985 tại Hoa Kỳ.
- b.tempt'd: thương hiệu dành cho trẻ em (kích cỡ 30AA–38E), ra mắt trên toàn thế giới vào năm 2009.
- Elomi: ra mắt năm 2008 tại Vương quốc Anh bởi Eveden Group, áo ngực và đồ bơi ôm trọn vòng một (34 dây trở lên, cúp D đến K).
- Eveden: ra mắt năm 1920 tại Vương quốc Anh.
- Fantasie: áo ngực và đồ bơi toàn thân, trước đây được sản xuất bởi Eveden Group.
- Freya: ra mắt năm 1998 tại Vương quốc Anh bởi Eveden Group, áo ngực và đồ bơi cỡ lớn lên đến cúp K và áo ngực thể thao và đồ bơi lên đến cúp H.
- Goddess: ra mắt tại Hoa Kỳ và được Eveden Group mua lại vào năm 2002, áo ngực và đồ bơi toàn thân.

## Ảnh

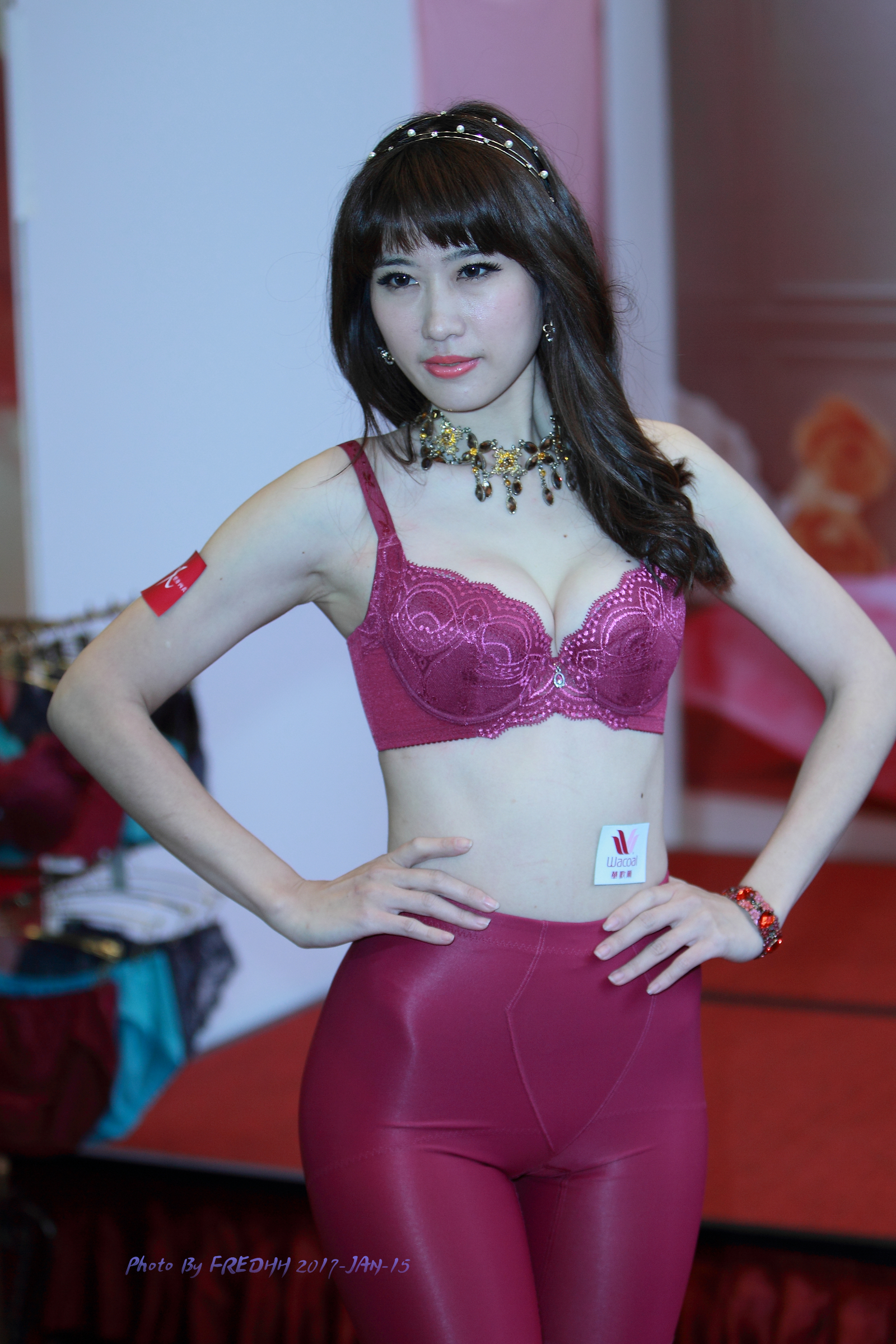
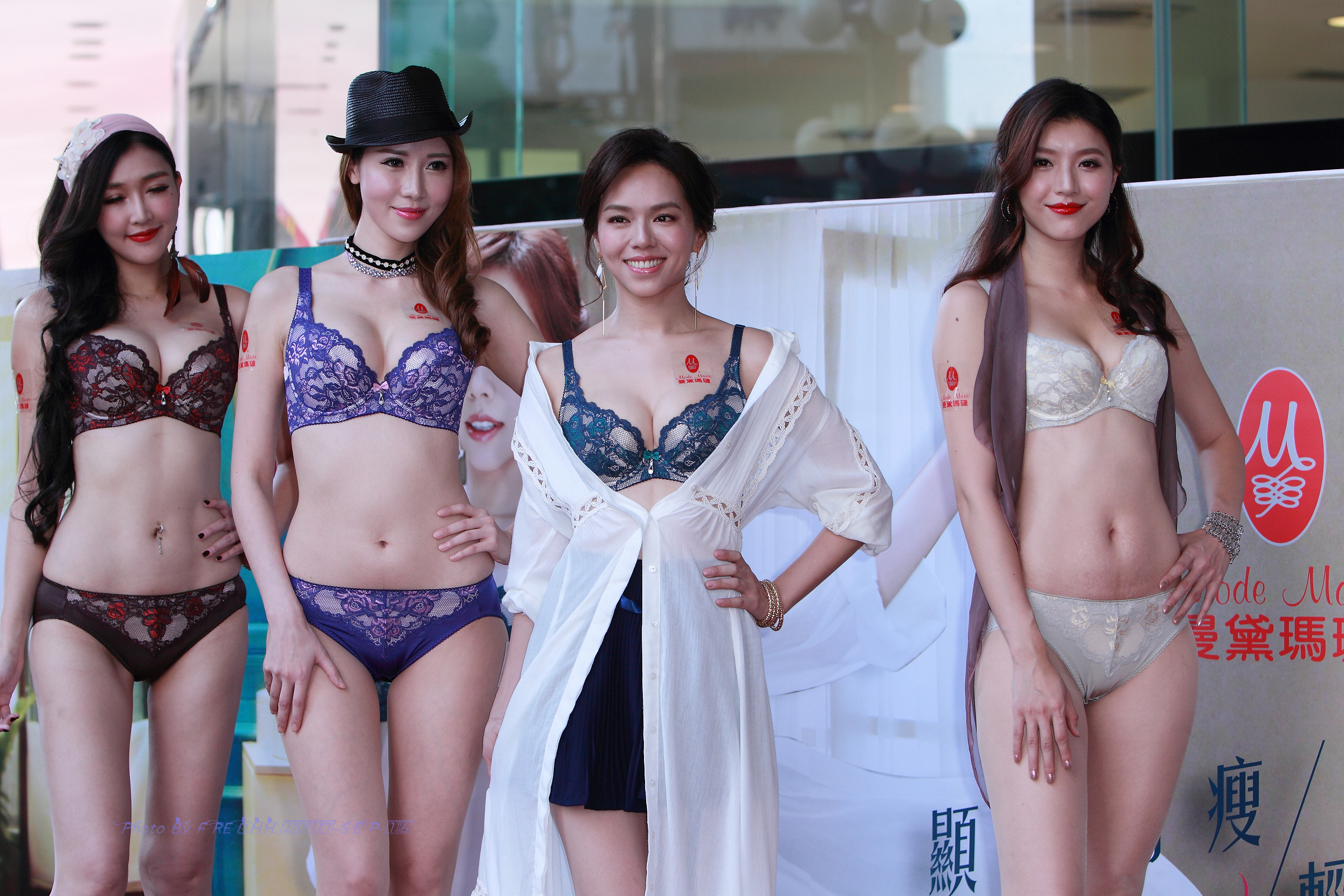
Các người mẫu cho nhãn hiệu Wacoal tại Đài Loan
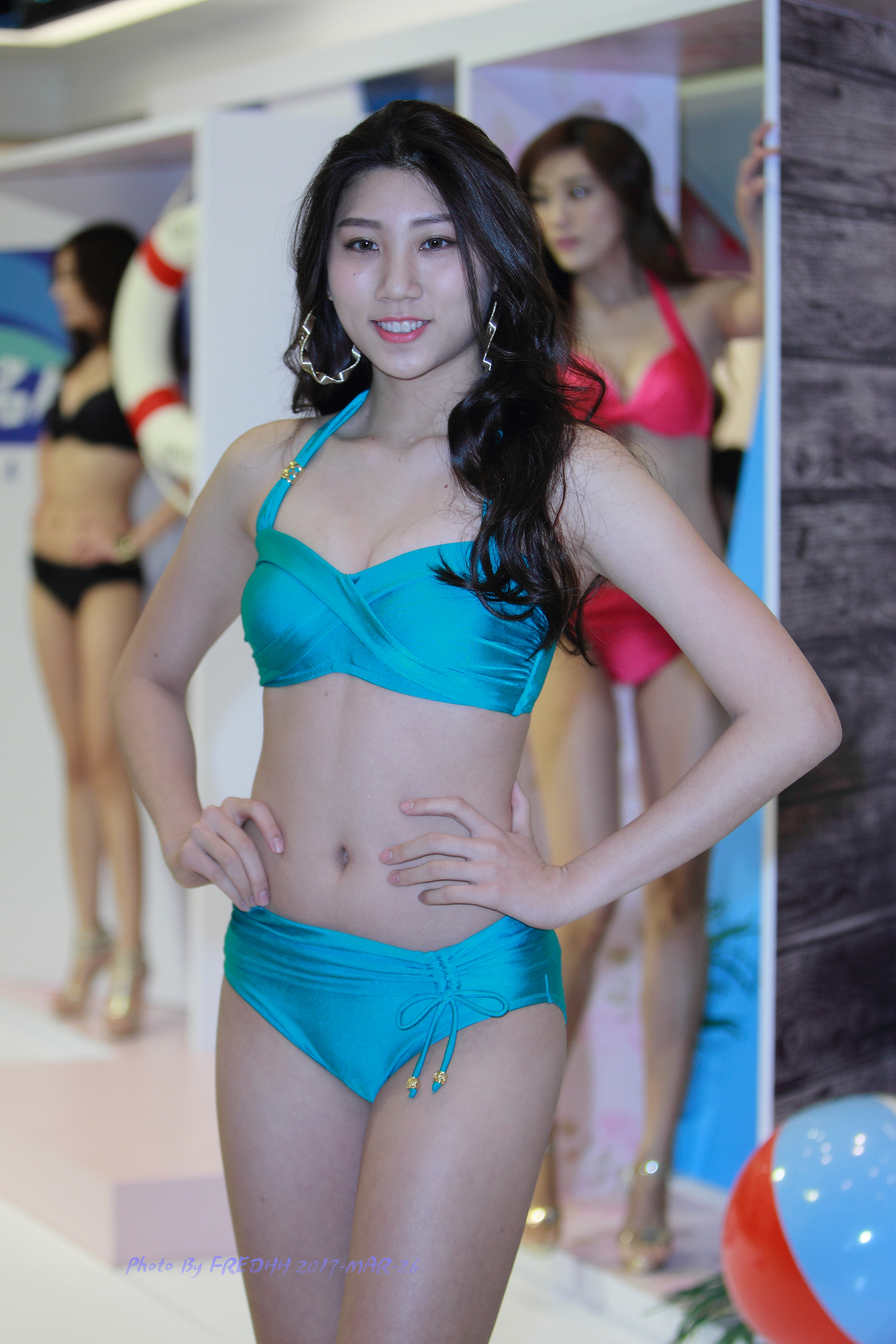
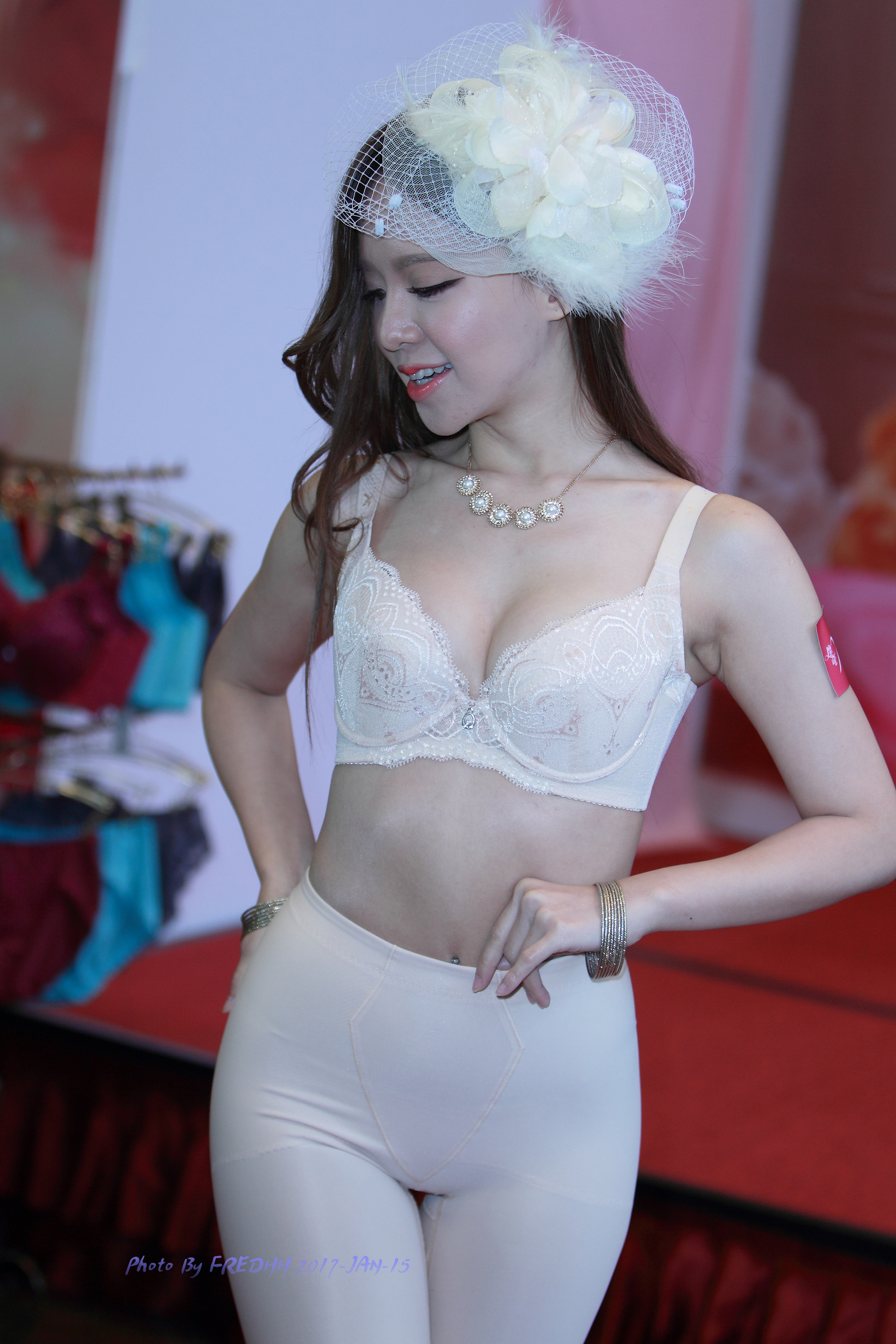